# Wide-field Infrared Survey Explorer
Wide-field Infrared Survey Explorer (WISE) eller Explorer 92 är NASA:s rymdteleskop speciellt anpassat för att söka efter asteroider och kometer. Utforskandet har skett i två etapper där den senare är kallad Neowise. Teleskopet sköts upp med en Delta II-raket från Vandenberg Air Force Base, den 14 december 2009. Den första etappen planerades att pågå i 10 månader.
Fram till 6 april 2022 hade 3 557 asteroider upptäckts med hjälp av observatoriet.